# Виляфранка де Кордоба
Виляфранка де Кордоба (на испански: Villafranca de Córdoba) е населено място и община в Испания. Намира се в провинция Кордоба, в състава на автономната област Андалусия. Общината влиза в състава на района (комарка) Алто Гуадалкивир. Заема площ от 58 km². Населението му е 4660 души (по преброяване от 2010 г.). Разстоянието до административния център на провинцията е 27 km.

## Демография
| 1996 | 1998 | 1999 | 2000 | 2001 | 2002 | 2003 | 2004 | 2005 | 2006 |
| ---- | ---- | ---- | ---- | ---- | ---- | ---- | ---- | ---- | ---- |
| 3777 | 3748 | 3686 | 3625 | 3663 | 3707 | 3702 | 3758 | 3893 | 4074 |